# Пангал, Амит
Амит Пангал (род. 16 октября 1995, Харьяна) — индийский боксёр-любитель, выступающий в наилегчайшей весовых категориях. Участник Олимпийских игр 2020 года, серебряный призёр чемпионата мира (2019), чемпион Азиатских игр (2018), чемпион Азии (2019), чемпион Игр Содружества (2022), многократный чемпион и призёр национального первенства в любителях.

## Биография
Пангал родился 16 октября 1995 года в поселке Майна Рохтак. Его отец, Виджендер Сингх Пангал, является фермером в Майне, в то время как его старший брат, Аджай Пангал работает в индийской армии. Аджай, бывший боксер-любитель, вдохновил Амита заняться боксом в 2007 году в Академии бокса сэра Чотурама.
По состоянию на март 2018 года, Пангал служит в индийской армии в качестве младшего офицера. Он служит в 22-м батальоне Махарского полка.

## Любительская карьера
Амит Пангал выступает в наилегчайшей весовой категории. На международном ринге с 31 января 2014 года.
В 2017 году принял участие в чемпионате Азии в Ташкенте. Стал третьим и завоевал бронзовую медаль.
В 2018 году принял участие в летних Азиатских играх, которые проходили в Джакарте. В наилегчайшем весе он сумел завоевать золотую медаль, в финале победил спортсмена из Узбекистана, олимпийского чемпиона, Хасанбоя Дусматова.
В Бангкоке на чемпионате Азии 2019 года стал чемпионом континента, в финале переиграл корейского боксёра Ким Ингю.
На чемпионате мира 2019 года в Екатеринбурге Амит Пангал дошёл до финала, в котором уступил узбекистанскому боксёру Шахобиддину Зоирову, тем самым завоевал серебряную медаль.

### Олимпийские игры 2020 года
В 2021 года прошёл квалификацию на Олимпийские игры 2020 года.
И в июле 2021 года стал участником Олимпийских игр в Токио, где в 1/8 финала соревнований решением большинства судей (1:4) проиграл опытному колумбийскому боксёру Юберхену Мартинесу.